# Severni beloprsi jež
Severni beloprsi jež (znanstveno ime Erinaceus roumanicus) lahko zraste do 225 – 275 mm dolžine in tehta od 400 - 1100 g in je po izgledu zelo podoben rjavoprsemu ježu in beloprsemu ježu. Ima vidno svetlejša prsa, glede na temno obarvan trebuh.
Ta vrsta je razširjena v vzhodni Evropi. Področje prekrivanja z rjavoprsim ježem poteka od zahodne Poljske do Jadranskega morja. Na vzhodu je razširjen do okoli Kaspijskega jezera in Oba.

## Razvrstitev
- Erinaceus roumanicus roumanicus Barrett-Hamilton, 1900
- Erinaceus roumanicus bolkayi V. Martino, 1930
- Erinaceus roumanicus drozdovskii V. und E. Martino, 1933
- Erinaceus roumanicus nesiotes Bate, 1906
- Erinaceus roumanicus pallidus Stroganov, 1957[2]